# Lijst van heersers van Beieren
Dit is een lijst van heersers van Beieren.

## Hertogen
| Naam | Periode     | Opmerkingen                                                                               |
| --- | ----------- | ----------------------------------------------------------------------------------------- |
| | 548-788     | HUIS AGILOLFINGEN (zie ook: Bajuwaren)                                                    |
| Garibald I van Beieren                                                                                              | ca. 548-591 |                                                                                           |
| Tassilo I van Beieren                                                                                               | 591-609     |                                                                                           |
| Garibald II | ca. 609-640 |                                                                                           |
| Theodo I | ca. 640-680 |                                                                                           |
| Lantpert | ca. 680-680 |                                                                                           |
| Theodo II | ca. 680-717 |                                                                                           |
| Tassilo II van Beieren                                                                                              | ca. 717-719 |                                                                                           |
| Theodo III | 719-724     |                                                                                           |
| Hugbert | ca. 724-736 |                                                                                           |
| Odilo van Beieren                                                                                                   | ca. 736-748 |                                                                                           |
| Tassilo III | 748-788     |                                                                                           |
| | 788-907     | HUIS KAROLINGEN                                                                           |
| Karel de Grote | 788-814     | + koning van het Frankische Rijk + keizer van het Roomse Rijk                             |
| Lodewijk I de Vrome                                                                                                 | 814-829     | + koning van het Frankische Rijk + keizer van het Roomse Rijk                             |
| Lodewijk II de Duitser                                                                                              | 829-865     | + koning van het Oost-Frankische Rijk                                                     |
| Karloman van Beieren                                                                                                | 865-880     | + koning van het Oost-Frankische Rijk                                                     |
| Lodewijk III de Jonge                                                                                               | 880-882     | + koning van het Oost-Frankische Rijk                                                     |
| Karel III de Dikke                                                                                                  | 882-887     | + keizer van het Roomse Rijk                                                              |
| Arnulf van Karinthië                                                                                                | 887-899     | + koning van het Oost-Frankische Rijk + keizer van het Roomse Rijk                        |
| | 899-947     | HUIS LUITPOLDINGEN                                                                        |
| Luitpold van Karinthië                                                                                              | 899-907     |                                                                                           |
| Arnulf I van Beieren                                                                                                | 907-937     |                                                                                           |
| Everhard van Beieren                                                                                                | 937-938     |                                                                                           |
| Berthold I van Beieren                                                                                              | 938-947     |                                                                                           |
| | 948-1026    | HUIS OTTONEN                                                                              |
| Hendrik I van Beieren                                                                                               | 948-955     |                                                                                           |
| Hendrik II van Beieren                                                                                              | 955-976     |                                                                                           |
| Otto I van Zwaben                                                                                                   | 976-982     |                                                                                           |
| Hendrik III van Beieren                                                                                             | 983-985     |                                                                                           |
| Hendrik II van Beieren                                                                                              | 985-995     | (opnieuw)                                                                                 |
| Hendrik IV de heilige                                                                                               | 995-1004    |                                                                                           |
| Hendrik V van Luxemburg                                                                                             | 1004-1009   |                                                                                           |
| Hendrik IV de heilige                                                                                               | 1009-1017   | (opnieuw)                                                                                 |
| Hendrik V van Luxemburg                                                                                             | 1018-1026   | (opnieuw)                                                                                 |
| | 1026-1070   | HUIS der SALIËRS                                                                          |
| Koenraad de Saliër                                                                                                  | 1026-1027   |                                                                                           |
| Hendrik VI | 1027-1042   |                                                                                           |
| Hendrik VII van Luxemburg                                                                                           | 1042-1047   |                                                                                           |
| Hendrik VI | 1047-1049   | (opnieuw)                                                                                 |
| Koenraad I van Beieren                                                                                              | 1049-1053   |                                                                                           |
| Hendrik VIII | 1053-1054   |                                                                                           |
| Koenraad II van Beieren                                                                                             | 1054-1055   |                                                                                           |
| Agnes van Poitou | 1055-1061   | Echtgenote van Hendrik III, moeder van Hendrik IV en Koenraad III                         |
| Otto II van Northeim                                                                                                | 1061-1070   |                                                                                           |
| | 1070-1077   | HUIS der WELFEN                                                                           |
| Welf I van Beieren                                                                                                  | 1070-1077   |                                                                                           |
| | 1077-1095   | HUIS der SALIËRS                                                                          |
| Hendrik VIII | 1077-1095   | (opnieuw)                                                                                 |
| | 1096-1180   | HUIS der WELFEN                                                                           |
| Welf I van Beieren                                                                                                  | 1096-1101   | (opnieuw)                                                                                 |
| Welf II de Dikke | 1101-1120   |                                                                                           |
| Hendrik IX de Zwarte                                                                                                | 1120-1126   |                                                                                           |
| Hendrik X de Trotse                                                                                                 | 1126-1139   |                                                                                           |
| Leopold van Oostenrijk                                                                                              | 1139-1141   |                                                                                           |
| Hendrik XI Jasomirgott van Oostenrijk                                                                               | 1143-1156   |                                                                                           |
| Hendrik XII de Leeuw                                                                                                | 1156-1180   |                                                                                           |
| | 1180-1623   | HUIS WITTELSBACH                                                                          |
| Otto I van Beieren                                                                                                  | 1180-1183   |                                                                                           |
| Lodewijk I de Kelheimer                                                                                             | 1183-1231   |                                                                                           |
| Otto II van Beieren                                                                                                 | 1231-1253   |                                                                                           |
| In 1253 wordt Beieren opgedeeld in Opper-Beieren en Neder-Beieren                                                   |             |                                                                                           |
| Neder-Beieren |             |                                                                                           |
| Hendrik XIII | 1253-1290   |                                                                                           |
| Otto III | 1290-1312   |                                                                                           |
| Lodewijk III | 1290-1296   |                                                                                           |
| Stefanus I | 1290-1310   |                                                                                           |
| Hendrik XIV de Oudere                                                                                               | 1310-1339   |                                                                                           |
| Otto IV | 1310-1334   | Lodewijk IV erft zijn titel                                                               |
| Hendrik XV de Natternberger                                                                                         | 1312-1333   |                                                                                           |
| Johan I het Kind | 1339-1340   | 1340 : hereniging met Opper-Beieren onder Lodewijk IV                                     |
| Opper-Beieren |             |                                                                                           |
| Lodewijk II de Strenge                                                                                              | 1253-1294   |                                                                                           |
| Rudolf I | 1294-1317   |                                                                                           |
| Lodewijk IV de Beier                                                                                                | 1317-1347   | 1334 : erft hertogtitel van Neder-Beieren van Otto IV 1340 : hereniging met Neder-Beieren |
| In 1349 opnieuw opdeling in Opper-Beieren, Neder-Beieren en Beieren-Straubing                                       |             |                                                                                           |
| Opper-Beieren |             |                                                                                           |
| Lodewijk V | 1347-1361   |                                                                                           |
| Lodewijk VI | 1347-1365   |                                                                                           |
| Otto V | 1347-1379   | de zonen van Stefanus II: Johan III, Stefanus III en Ernst erven                          |
| Meinhard | 1361-1363   |                                                                                           |
| Neder-Beieren |             |                                                                                           |
| Stefanus II | 1347-1375   | : de zonen van Stefan II erven                                                            |
| In 1392 worden Neder-Beieren en Opper-Beieren opgedeeld in Beieren-München, Beieren-Landshut en Beieren-Ingolstadt. |             |                                                                                           |
| Beieren-Straubing                                                                                                   |             |                                                                                           |
| Willem I | 1347-1389   |                                                                                           |
| Albrecht I | 1347-1404   |                                                                                           |
| Albrecht II | 1389-1397   |                                                                                           |
| Willem II | 1404-1417   |                                                                                           |
| Johan III | 1404-1425   | In 1425 opdeling onder de andere linies                                                   |
| Beieren-Ingolstadt                                                                                                  |             |                                                                                           |
| Stefanus III | 1375-1413   |                                                                                           |
| Lodewijk VII met de Baard                                                                                           | 1413-1443   |                                                                                           |
| Lodewijk VIII de Jonge                                                                                              | 1443-1445   | komt in 1447 bij Beieren-Landshut                                                         |
| Beieren-Landshut |             |                                                                                           |
| Frederik de Wijze                                                                                                   | 1375-1393   |                                                                                           |
| Hendrik XVI de Rijke                                                                                                | 1393-1450   | 1447 : + Beieren-Ingolstadt                                                               |
| Lodewijk IX de Rijke                                                                                                | 1450-1479   |                                                                                           |
| George de Rijke | 1479-1503   |                                                                                           |
| Beieren-München |             |                                                                                           |
| Johan II | 1375-1397   |                                                                                           |
| Ernst | 1397-1438   |                                                                                           |
| Willem III | 1397-1435   |                                                                                           |
| Albrecht III de Vrome                                                                                               | 1438-1460   |                                                                                           |
| Johan IV | 1460-1463   |                                                                                           |
| Sigismund | 1463-1467   | daarna hertog van Beieren-Dachau                                                          |
| Albrecht IV de Wijze                                                                                                | 1465-1508   | 1503 : + Beieren-Landshut                                                                 |

## Hertogen van Beieren (1503-1623)
| Portret | Naam                       | Periode   | Opmerkingen                                                                                     |
| ------- | -------------------------- | --------- | ----------------------------------------------------------------------------------------------- |
|         | Albrecht IV de wijze       | 1503-1508 |                                                                                                 |
|         | Willem IV                  | 1508-1550 | Zoon van Albrecht IV. Van 1514 tot 1545 werd Beieren mede geregeerd door zijn Broer Lodewijk X. |
|         | Lodewijk X                 | 1514-1545 | Broer van Willem IV. Van 1514 tot 1545 co-regent van Beieren, met residentie in Landshut .      |
|         | Albrecht V de Grootmoedige | 1550-1579 | Zoon van Willem IV.                                                                             |
|         | Willem V de Vrome          | 1579-1598 | Zoon van Albrecht V.                                                                            |
|         | Maximiliaan I              | 1598-1623 | Zoon van Willem V. Werd in 1623 keurvorst van Beieren.                                          |

## Keurvorsten van Beieren (1623-1806)
| Portret | Naam                   | Periode   | Opmerkingen |
| ------- | ---------------------- | --------- | --- |
|         | Maximiliaan I          | 1623-1651 | Zoon van hertog Willem V. Was van 1597 tot 1623 hertog van Beieren. Verkreeg de keurvorstelijke waardigheid tijdens de Dertigjarige Oorlog.                                                                   |
|         | Ferdinand Maria        | 1651-1679 | Zoon van Maximiliaan I. |
|         | Maximiliaan II Emanuel | 1679-1726 | Zoon van Ferdinand Maria. Tijdens zijn heerschappij werd Beieren van 1706 tot 1714, tijdens de Spaanse Successieoorlog, door Oostenrijk bezet. Was van 1712 tot 1713 graaf van Namen en hertog van Luxemburg. |
|         | Karel I Albrech        | 1726-1745 | Zoon van Maximiliaan II Emanuel. Van 1741 tot 1743, tijdens de Oostenrijkse Successieoorlog, tegenkoning van Bohemen. Keizer van het Heilige Roomse Rijk van 1742 tot 1745.                                   |
|         | Maximiliaan III Jozef  | 1745-1777 | Zoon van Karel I Albrecht. |
|         | Karel II Theodoor      | 1777-1799 | Van de linie Palts-Sulzbach. Werd keurvorst van Beieren na het uitsterven van de Beierse tak van het Huis Wittelsbach. Was ook keurvorst van de Palts, hertog van Kleef, Berg, Gulik en Palts-Neuburg.        |
|         | Maximiliaan IV Jozef   | 1799-1806 | Van de linie Palts-Zweibrücken. Was ook tot 1806 hertog van Kleef en Berg. Werd in 1806 door Napoleon in rang verhoogd tot koning van Beieren.                                                                |

## Koningen van Beieren (1806-1918)
| Monarch | Monarch                                              | Periode                           | Opmerkingen |
| ------- | ---------------------------------------------------- | --------------------------------- | --- |
|         | Maximiliaan I Jozef (1756-1825) Maximilian I. Joseph | 1 januari 1806 ― 13 oktober 1825  | Was van 1799 tot 1806 keurvorst van Beieren. Eerste koning van Beieren nadat het land door de Vrede van Presburg tot koninkrijk werd verheven.                                                       |
|         | Lodewijk I (1786-1868) Ludwig I.                     | 13 oktober 1825 ― 20 maart 1848   | Zoon van koning Maximiliaan I Jozef. |
|         | Maximiliaan II (1811-1864) Maximilian II. Joseph     | 20 maart 1848 ― 10 maart 1864     | Zoon van koning Lodewijk I. |
|         | Lodewijk II (1845-1886) Ludwig II.                   | 10 maart 1864 ― 13 juni 1886      | Zoon van koning Maximiliaan II. |
|         | Otto I (1848-1916) Otto I.                           | 13 juni 1886 ― 5 november 1913    | Broer van koning Lodewijk II. Omdat Otto I niet tot regeren in staat trad zijn oom Luitpold van 1886 tot 1912 op als regent. Na Luitpolds dood nam zijn zoon Lodewijk tot 1913 het regentschap over. |
|         | Lodewijk III (1845-1921) Ludwig III.                 | 5 november 1913 ― 7 november 1918 | Zoon van prins-regent Luitpold. Prins-regent van Beieren van 1912 tot 1913. Verloor op 7 november 1918 de troon ten gevolge van de Novemberrevolutie.                                                |